# Ниси (дем Гревена)
Вижте пояснителната страница за други значения на Ниси.
Ниси, също Насиникос, Насинокос (на гръцки: Νησί, до 1927 година: Νασινίκος, Насиникос), е село в Република Гърция, в дем Гревена, област Западна Македония.

## География
Селището е разположено на 620 m надморска височина, на 30 km югоизточно от град Гревена, от лявата страна на река Бистрица, която напоява част от землището.

## История

### В Османската империя
В края на XIX век Насиникос е предимно мюсюлманско гръкоезично село в нахия Венци на Кожанската каза на Османската империя.
Според статистика на Серфидженския санджак на гръцкото консулство в Еласона от 1904 година в Насиникос (Νασινίκος), Гревенска каза, живеят 300 валахади.
Според гръцка атинска статистика от 1910 година Νησινίκος се обитава от 140 мюсюлмани и 23 гърци християни.

### В Гърция
През Балканската война в 1912 година в селото влизат гръцки части и след Междусъюзническата в 1913 година селото влиза в състава на Кралство Гърция.
Според сведения от 1920 година Насиникос е изцяло мюсюлманско валахадско селище с 63 фамилии и 200 жители.
В средата на 1920-те години по силата на Лозанския договор мюсюлманското населението е изселено в Турция и на негово място са заселени понтийски гърци бежанци от Турция. В 1928 година селището е представено като изцяло бежанско с 63 семейства или 181 жители.
През 1927 година името на селото е сменено на Ниси.
Населението произвежда жито, тютюн, градинарски култури, овошки, като частично се занимава и със скотовъдство.
| Година    | 1913 | 1920 | 1928 | 1940 | 1951 | 1961 | 1971 | 1981 | 1991 | 2001 | 2011 | 2021 |
| --------- | ---- | ---- | ---- | ---- | ---- | ---- | ---- | ---- | ---- | ---- | ---- | ---- |
| Население | 188  | 199  | 182  | 228  | 192  | 250  | 128  | 130  | 105  | 120  | 83   | 55   |